# Los Fresnos
Los Fresnos – miasto w Stanach Zjednoczonych, w stanie Teksas, w hrabstwie Cameron, w dolinie rzeki Rio Grande. Nazwa pochodzi od hiszpańskiego określenia jesionu.

## Demografia
Według przeprowadzonego przez United States Census Bureau spisu powszechnego w 2010 miasto liczyło 5 542 mieszkańców, co oznacza wzrost o 22,8% w porównaniu do roku 2000. Natomiast skład etniczny w mieście wyglądał następująco: Biali 86,3%, Afroamerykanie 0,4%, Azjaci 0,1%, pozostali 13,2%. Kobiety stanowiły 52,8% populacji.